# 市川郵便局 (千葉県)
市川郵便局（いちかわゆうびんきょく）は、千葉県市川市にある郵便局である。民営化前の分類では集配普通郵便局であった。

## 概要
- 所在地 : 〒272-8799 千葉県市川市平田2丁目1番1号

### 併設施設
- ゆうちょ銀行市川店（さいたま支店市川出張所）：取扱店番号 050410
- 当初の実施計画ではかんぽ生命保険の支店（直営店）が当局に併設される予定であったが、船橋市のららぽーと三井ビルディングに船橋支店として設置された。

## 沿革
- 1876年（明治9年）10月16日 - 市川郵便局（五等）として開設[1]。
- 1885年（明治18年）
  - 6月10日 - 貯金取扱開始。
  - 12月16日 - 為替事務開始（行徳郵便局から移管）[2]。
- 1945年（昭和20年） - 現在地に移転。
- 1993年（平成5年）7月1日 - 外国通貨の両替および旅行小切手の売買に関する業務の取扱を開始[3]。
- 2007年（平成19年）10月1日 - 民営化に伴い、併設された郵便事業市川支店、ゆうちょ銀行市川店に一部業務を移管。
- 2012年（平成24年）10月1日 - 日本郵便株式会社発足に伴い、郵便事業市川支店を市川郵便局に統合。

## 旧市川郵便局

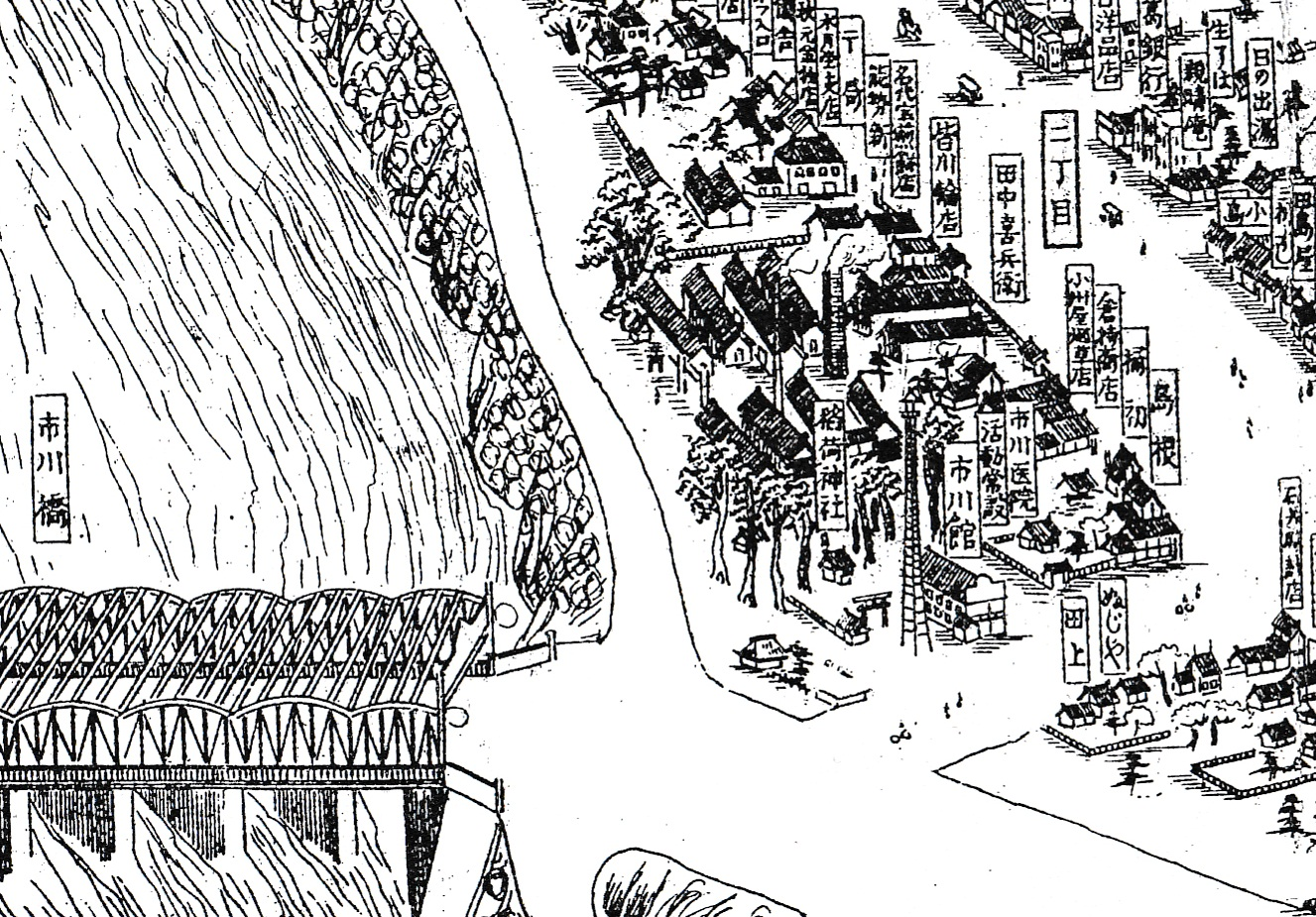
同局（図内中央上部の〒局）付近の略図（「千葉県市川町鳥瞰図」1928年）。同局の南側にあって煙突から煙を吐いているのが田中喜兵衛の醤油工場である。同局の前を通る大通りは、松戸街道である。

1876年（明治9年）10月16日、初代局長を田中喜兵衛として、千葉県東葛飾郡市川町二丁目（現在の同県市川市市川3丁目23番）にあった田中の経営する釜屋醤油の醸造工場敷地内に設置する。1907年（明治40年）3月31日、同局で電報業務を開始、1916年（大正5年）12月16日には、同局で電話交換業務を開始した。同地が「市川電信電話創業の地」とされるのはこのためである。当時、市川橋で渡されて東西を行く千葉街道と、南北を行く松戸街道（現在の千葉県道1号市川松戸線）の交差するこの周辺は、江戸時代の宿場町の延長線上にあり、銀行や商店、映画館「市川館」（戦後移転）等がみられる商業地であったが、現在では住宅地である。
1945年（昭和20年）、同局は現在地に移転した。
1955年（昭和30年）1月には、同局跡地を含めた醤油工場の跡地が山崎製パン市川第二工場となって稼働を開始したが、1966年（昭和41年）3月には同社の松戸工場が竣工し、稼働を開始したため、市川第二工場は閉鎖された。1978年（昭和53年）12月16日、市川電報電話局（現在のNTT東日本市川局）が「市川電信電話創業の地」のレリーフ付石碑を建立した（現存）。
- 所在地 : 千葉県市川市市川3丁目23番
北緯35度44分4.47秒 東経139度54分6.81秒 / 北緯35.7345750度 東経139.9018917度

## 取扱内容

### 市川郵便局
- 郵便、印紙、ゆうパック、内容証明
- 生命保険、バイク自賠責保険、自動車保険、がん保険、引受条件緩和型医療保険
- 市川市内の北部地域（〒272-00xx・〒272-08xx）の集配業務
- ゆうゆう窓口

### ゆうちょ銀行市川店
- 貯金、貸付、為替、振替、振込、国際送金、外貨両替、国債、投資信託、変額年金保険
- ATM

## 周辺
- NTT東日本 市川支店
- 千葉県立市川工業高等学校
- 市川市立平田小学校
- 市川市立中央図書館平田図書室

## アクセス
- JR総武本線、都営新宿線 本八幡駅（北口）から徒歩約11分
- 京成本線 菅野駅から徒歩約7分
- 京葉道路 京葉市川ICから北へ約2.5km
- 国道14号沿い
- 駐車場あり：5台